# 3-903-135-01
3-903-135-01 é um composto do iodo sintético sintético de formulação C24H37N3I2O4. 